# Associazione Calcio Mantova 1983-1984
Questa voce raccoglie le informazioni riguardanti l'Associazione Calcio Mantova nelle competizioni ufficiali della stagione 1983-1984.

## Stagione
Nella stagione 1983-84 il Mantova ha disputato il girone B del campionato di Serie C2, con 43 punti si è piazzato in quarta posizione di classifica, il torneo è stato vinto con 48 punti dal Pavia, davanti al Piacenza con 47 punti, entrambe promosse in Serie C1. Dopo la sconfitta con il Venezia (1-0) a fine gennaio, viene esonerato l'allenatore mantovano Dino Binacchi al suo posto viene chiamato Bruno Mazzia che inizia con il botto, (6-1) al Gorizia, la sua esperienza sulla panchina del Mantova, chiusa con cinque vittorie consecutive e un discreto quarto posto finale. Miglior marcatore dei virgiliani l'inossidabile Nerio Ulivieri con otto reti. Ottima la stagione disputata dal toscano Riccardo Cenci, il quale oltre a "dirigere" il gioco della squadra, ha anche imbucato sei reti.
Nella Coppa Italia di Serie C il Mantova disputa il girone E di qualificazione che promuove il Brescia ai sedicesimi di finale del trofeo, i biancorossi si piazzano al secondo posto, davanti al Piacenza e all'Ospitaletto.
Il 30 gennaio 1984 nella sua casa milanese è morto Andrea Zenesini, mantovano di Quistello aveva 60 anni. Per dieci anni, dal 1966 al 1976 è stato presidente del Mantova, e personaggio chiave del calcio mantovano, sia per il Mantova, ma anche per i lavori di ristrutturazione dello Stadio Martelli.

## Rosa
| N. |                   | Ruolo | Calciatore           |
| -- | ----------------- | ----- | -------------------- |
|    | Italia (bandiera) | C     | Pierangelo Avanzi    |
|    | Italia (bandiera) | A     | Mauro Beccaria       |
|    | Italia (bandiera) | C     | Roberto Biasotti     |
|    | Italia (bandiera) | A     | Giovanni Botteghi    |
|    | Italia (bandiera) | P     | Nadir Brocchi        |
|    | Italia (bandiera) | A     | Salvatore Campilongo |
|    | Italia (bandiera) | D     | Sauro Catellani      |
|    | Italia (bandiera) | C     | Riccardo Cenci       |
|    | Italia (bandiera) | C     | Vittore Erba         |
|    | Italia (bandiera) | C     | Maurizio Ghio        |
|    | Italia (bandiera) | P     | Sergio Girardi       |

| N. |                   | Ruolo | Calciatore         |
| -- | ----------------- | ----- | ------------------ |
|    | Italia (bandiera) | D     | Marco Lancetti     |
|    | Italia (bandiera) | C     | Cesare Maestroni   |
|    | Italia (bandiera) | D     | Silvano Mazzi      |
|    | Italia (bandiera) | D     | Giacomo Mela       |
|    | Italia (bandiera) | D     | Daniele Merlin     |
|    | Italia (bandiera) | A     | Massimo Mirandola  |
|    | Italia (bandiera) | A     | Mario Pini         |
|    | Italia (bandiera) | A     | Simone Piovanelli  |
|    | Italia (bandiera) | C     | Cristiano Sandrini |
|    | Italia (bandiera) | A     | Nerio Ulivieri     |
|    | Italia (bandiera) | D     | Manlio Zanini      |

## Risultati

### Serie C2

#### Girone di andata
| Arbitro: | Scalcione (Matera) |

|                        |           |  |
| Lancetti 53’ Cenci 57’ | Marcatori |  |

| Arbitro: | Conforti (Macerata) |

|             |           |           |
| Bertoia 12’ | Marcatori | 23’ Cenci |

| Arbitro: | Predieri (Varese) |

|                                    |           |                           |
| Cenci 3’ Botteghi 23’ Ulivieri 63’ | Marcatori | 65’ Brunetti 86’ C. Pozzi |

| Arbitro: | Schiavon (Padova) |

|                    |           |  |
| Madonna 59’ (rig.) | Marcatori |  |

| Arbitro: | Baldas (Trieste) |

|                                    |           |  |
| Ulivieri 38’ Erba 85’ Lancetti 88’ | Marcatori |  |

| Mantova 23 ottobre 1983 6ª giornata | Mantova          | 0 – 0 | Pro Patria | Stadio Danilo Martelli\| Arbitro: \| Cesca (Latisana) \| |
| Arbitro:                            | Cesca (Latisana) |       |            |                                                          |

| Mira 30 ottobre 1983 7ª giornata | Mira              | 0 – 0 | Mantova | Stadio Valmarana\| Arbitro: \| Baldacci (Torino) \| |
| Arbitro:                         | Baldacci (Torino) |       |         |                                                     |

| Arbitro: | Della Rovere (Torino) |

|              |           |  |
| Ulivieri 41’ | Marcatori |  |

| Arbitro: | Barbaraci (Cagliari) |

|  |           |           |
|  | Marcatori | 84’ Cenci |

| Arbitro: | Colella (Roma) |

|          |           |            |
| Erba 60’ | Marcatori | 76’ Groppi |

| Arbitro: | Felicani (Bologna) |

|             |           |           |
| Bracchi 54’ | Marcatori | 78’ Cenci |

| Mantova 4 dicembre 1983 12ª giornata | Mantova         | 0 – 0 | Omegna | Stadio Danilo Martelli\| Arbitro: \| Bettini (Forlì) \| |
| Arbitro:                             | Bettini (Forlì) |       |        |                                                         |

| Biella 11 dicembre 1983 13ª giornata | Biellese           | 0 – 0 | Mantova | Stadio Lamarmora\| Arbitro: \| Tonon (Conegliano) \| |
| Arbitro:                             | Tonon (Conegliano) |       |         |                                                      |

| Arbitro: | Bruschini (Firenze) |

|  |           |                         |
|  | Marcatori | 29’ Merlin 42’ Ulivieri |

| Arbitro: | Frattin (Castelfranco Veneto) |

|                                        |           |  |
| Ulivieri 6’, 83’ Erba 33’ Beccaria 73’ | Marcatori |  |

| Montebelluna 15 gennaio 1984 16ª giornata | Montebelluna       | 0 – 0 | Mantova | Stadio San Vigilio\| Arbitro: \| Tedeschi (Bologna) \| |
| Arbitro:                                  | Tedeschi (Bologna) |       |         |                                                        |

| Arbitro: | Gabbrielli (Prato) |

|                  |           |                             |
| Cenci 13’ (rig.) | Marcatori | 55’ G. Samaden 63’ F. Corti |

#### Girone di ritorno
| Arbitro: | Bin (Torino) |

|             |           |  |
| Uzzardi 49’ | Marcatori |  |

| Arbitro: | Pozzati (Alghero) |

|                                                              |           |                    |
| Campilongo 8’, 40’, 49’ Erba 23’ Lancetti 29’ Piovanelli 77’ | Marcatori | 52’ (rig.) Delneri |

| Arbitro: | Mellino (Crotone) |

|             |           |            |
| Bertani 50’ | Marcatori | 93’ Avanzi |

| Arbitro: | Bruschini (Firenze) |

|                    |           |              |
| Catellani 79’, 86’ | Marcatori | 50’ Filosofi |

| Arbitro: | Fiorenza (Siena) |

|                               |           |              |
| Scienza 21’, 70’ Musiello 52’ | Marcatori | 82’ Beccaria |

| Arbitro: | Tedeschi (Bologna) |

|                  |           |  |
| Ramella 48’, 73’ | Marcatori |  |

| Mantova 11 marzo 1984 24ª giornata | Mantova             | 0 – 0 | Mira | Stadio Danilo Martelli\| Arbitro: \| Satariano (Palermo) \| |
| Arbitro:                           | Satariano (Palermo) |       |      |                                                             |

| Pordenone 18 marzo 1984 25ª giornata | Pordenone       | 0 – 1 | Mantova | Stadio Ottavio Bottecchia\| Arbitro: \| Agnelli (Siena) \| |
| Arbitro:                             | Agnelli (Siena) |       |         |                                                            |

| Arbitro: | Acri (Novi Ligure) |

|               |           |                   |
| Maestroni 59’ | Marcatori | 24’ (rig.) Giorgi |

| Arbitro: | Laricchia (Bari) |

|              |           |                                        |
| Solfrini 33’ | Marcatori | 39’ Piovanelli 77’ Ulivieri 85’ Avanzi |

| Arbitro: | Conforti (Macerata) |

|                 |           |                             |
| Erba 21’ (rig.) | Marcatori | 31’ Di Stefano 76’ Lombardo |

| Arbitro: | Di Cola (Avezzano) |

|                 |           |  |
| Biffi 8’ (rig.) | Marcatori |  |

| Arbitro: | Tarantola (Genova) |

|               |           |  |
| Catellani 88’ | Marcatori |  |

| Arbitro: | Di Savino (Foggia) |

|            |           |  |
| Avanzi 41’ | Marcatori |  |

| Arbitro: | Zambelli (Brescia) |

|  |           |                |
|  | Marcatori | 59’ Campilongo |

| Arbitro: | Squadrito (Catania) |

|              |           |  |
| Ulivieri 77’ | Marcatori |  |

| Arbitro: | Beschin (Legnago) |

|                 |           |                              |
| Ghio 33’ (aut.) | Marcatori | 13’ Campilongo 46’ Maestroni |

### Coppa Italia Serie C

#### Fase eliminatoria a gironi
| Ospitaletto 21 agosto 1983 1ª giornata | Ospitaletto | 0 – 1 | Mantova | Stadio Comunale |

| Arbitro: | Dalfovo (Trento) |

|               |           |  |
| Marchetti 61’ | Marcatori |  |

| Arbitro: | Tonon (Conegliano) |

|            |           |           |
| Merlin 90’ | Marcatori | 86’ Rossi |

| Mantova 31 agosto 1983 4ª giornata | Mantova | 1 – 0 | Ospitaletto | Stadio Danilo Martelli |

| Mantova 4 settembre 1983 5ª giornata | Mantova            | 0 – 0 | Brescia | Stadio Danilo Martelli\| Arbitro: \| Felicani (Bologna) \| |
| Arbitro:                             | Felicani (Bologna) |       |         |                                                            |

| Arbitro: | Bailo (Novi Ligure) |

|               |           |                       |
| Pederzoli 65’ | Marcatori | 11’ Ulivieri 57’ Pini |